# Franco Maria Malfatti
Franco Maria Malfatti [frànko marìa malfàti], italijanski politik in novinar, * 13. junij 1927, Rim, † 10. december 1991.
Malfatti je v svoji politični karieri bil: minister za državne naložbe (1969-70), minister za pošto in telekomunikacije (1970), predsednik Evropske komisije (1970-72), minister za šolstvo (1973-78), finančni minister (1978-79), zunanji minister (1979-80),...